# Circondario di Mazara
Il circondario di Mazara fu una divisione amministrativa del Regno d'Italia, intermedia tra la provincia ed il comune. Era uno dei tre circondari in cui era suddivisa la Provincia di Trapani, insieme al Circondario di Alcamo e al Circondario di Trapani.
Venne istituito nel 1861, in seguito all'applicazione all'intera penisola del Decreto Rattazzi, già in vigore nel Regno di Sardegna.
Il circondario di Mazara venne soppresso nel 1926 e il territorio assegnato al circondario di Trapani.

## Comuni appartenenti
Il circondario era suddiviso in 5 mandamenti, così suddivisi:
- Mazara del Vallo
- Castelvetrano
  - Campobello di Mazara
- Salemi
- Partanna
- Santa Ninfa